# Joseph A. Burns
Pour les articles homonymes, voir Burns.
Joseph A. Burns, né le 22 mars 1941 dans le Queens à New York et mort le 26 février 2025 à Ithaca (État de New York),, est un astronome américain. Son principal domaine de recherche est la planétologie.
Il est professeur à l'université Cornell et doublement affecté à l'École Sibley de génie mécanique et aérospatial (MAE) et au département d'astronomie. 

## Biographie
Né en 1941, Joseph Arthur Burns obtient son doctorat de l'université Cornell en 1966. Il occupe le poste de vice-recteur à la recherche et à l'ingénierie entre 2003 à 2008. Il est le rédacteur en chef de la revue de planétologie Icarus de 1980 à 1997,. Il édite deux livres, Planetary Satellites (1977) et Satellites (1986). Il est le vice-président de l'Union américaine d'astronomie, ainsi que président de la Division for Planetary Sciences (DPS) et de la Division on Dynamical Astronomy (DDA). Il est le président de la Commission sur la mécanique céleste et l'astronomie dynamique à l'Union astronomique internationale (UAI). Joseph A. Burns est membre de l'Union américaine de géophysique (AGU), de l'Association américaine pour l'avancement des sciences (AAAS), de l'Académie internationale d'astronautique (IAA) et membre étranger de l'Académie des sciences de Russie. Il reçoit le prix Masursky en 1994 pour ses services rendus à la planétologie ainsi que le prix Brouwer de la DDA en 2013.
Joseph A. Burns est surtout connu pour son travail théorique sur l'astronomie dynamique dans notre système solaire. En 1979, il explique définitivement l'effet des forces de rayonnement sur de petites particules dans le système solaire. En 1997, Brett James Gladman, Philip D. Nicholson, John J. Kavelaars et lui-même co-découvrent Caliban et Sycorax, deux lunes d'Uranus. Il est membre de l'équipe d'imagerie de Galileo et Cassini-Huygens.
L'astéroïde (2708) Burns a été nommé en son honneur.